# Laura Ludwig
Laura Ludwig (Köpenick (Oost-Berlijn), 13 januari 1986) is een Duitse voormalige beachvolleybalspeler. Ze speelde tussen 2005 en 2024 meer dan 175 toernooien op het hoogste internationale niveau en nam deel aan vijf opeenvolgende Olympische Spelen. Met Kira Walkenhorst won ze in 2016 olympisch goud en in 2017 de wereldtitel. Ludwig werd viermaal Europees en zevenmaal Duits kampioen. Zowel in 2016 als in 2017 werd ze met Walkenhorst verkozen tot Duitse sportploeg van het jaar.

## Carrière

### 2003 tot en met 2008
Ludwig begon met beachvolleybal in 1999. In 2003 werd ze met Jana Köhler zowel Europees als wereldkampioen in de leeftijdsklasse onder de achttien jaar. Van 2004 tot en met 2012 vormde Ludwig een team met Sara Goller. Ze behaalden in hun eerste jaar de derde plaats bij de EK onder 23 in Brno en deden in eigen land voor het eerst mee aan de Europese kampioenschappen voor volwassenen. Ludwig overleefde in augustus 2004 een beroerte tijdens een training en kon haar carrière doorzetten. Het jaar daarop debuteerden Ludwig en Goller in de FIVB World Tour. Ze namen deel aan de wereldkampioenschappen in Berlijn. Daar verloren ze in de eerste ronde van de Noren Nila Håkedal en Ingrid Tørlen en werden ze in de derde ronde van de herkansing uitgeschakeld door het Braziliaanse tweetal Ana Paula Connelly en Leila Barros, waardoor ze op een gedeelde zeventiende plaats eindigden. Bij de overige zeven toernooi in de World Tour was een negende plaats in Montreal het beste resultaat. Bij de EK onder 23 in Mysłowice won het duo zilver en bij de nationale kampioenschappen in Timmendorfer Strand wonnen ze brons. Met Köhler behaalde Ludwig verder een bronzen medaille bij de EK onder 20 in Tel Aviv en een vijfde plaats bij de WK onder 21 in Rio de Janeiro. In 2006 deden Ludwig en Goller mee aan elf toernooien in de mondiale competitie. Ze behaalden daarbij een vijfde plaats in Acapulco. In Sankt Pölten wonnen ze de Europese titel onder de 23 en in Timmendorfer Strand werden ze voor het eerst Duits kampioen door in de finale Rieke Brink-Abeler en Hella Jurich te verslaan. Bij de EK in Den Haag bereikten ze de halve finale die werd verloren van de Nederlanders Rebekka Kadijk en Merel Mooren. In de wedstrijd om het brons waren Håkedal en Tørlen te sterk, waardoor Ludwig en Goller als vierde eindigden.
Het seizoen daarop kwamen ze bij twaalf mondiale toernooien in actie. Ze behaalden daarbij hun eerste podiumplaatsen. In Espinho wonnen ze het zilver achter Juliana Felisberta en Larissa França en bij de Grand Slam van Klagenfurt wonnen ze het brons ten koste van Xue Chen en Zhang Xi. Bij de overige toernooien kwamen ze tot een vierde (Stavanger), een vijfde (Marseille) en twee zevende plaatsen (Shanghai en Fortaleza). Bij de WK in Gstaad werd het duo in de zestiende finale uitgeschakeld door de Amerikanen Nicole Branagh en Elaine Youngs. In Valencia wonnen Ludwig en Goller de zilveren medaille bij de EK achter het Griekse tweetal Vasiliki Arvaniti en Vasso Karadassiou. In eigen land prolongeerden ze hun nationale titel tegen Helke Claasen en Antje Röder. Ludwig werd door de FIVB uitgeroepen tot "Most Improved Player" van het seizoen. In 2008 namen Ludwig en Goller deel aan acht toernooien in de World Tour. Ze eindigden daarbij twee keer als vijfde (Adelaide en Parijs) en twee keer als zevende (Barcelona en Mysłowice). In Hamburg werd het duo voor de eerste keer Europees kampioen door Håkedal en Tørlen in de finale te verslaan en bij de Duitse kampioenschappen wonnen ze voor de derde keer op rij de nationale titel. In Peking deden Ludwig en Goller voor het eerst mee aan de Olympische Spelen. Na twee overwinningen en een nederlaag gingen ze als tweede in de groep door naar de achtste finales. Daar werden ze uitgeschakeld door de Oostenrijkse zussen Doris en Stefanie Schwaiger.

### 2009 tot en met 2012
Het jaar daarop waren Ludwig en Goller actief op veertien internationale toernooien. Ze noteerden daarbij dertien toptienklasseringen. In Brasilia, Moskou en Marseille wonnen ze brons en in Shanghai eindigden ze als vierde. Ze kwamen verder tot vier vijfde (Gstaad, Åland, Barcelona en Sanya) en twee zevende plaatsen (Osaka en Kristiansand). Bij de WK in Stavanger bereikte het duo de achtste finale waar ze werden uitgeschakeld door het Amerikaanse tweetal Tyra Turner en Angela Akers. Bij de EK in Sotsji wonnen ze de zilveren medaille achter Inese Jursone en Inguna Minusa uit Letland en bij de NK wonnen ze de bronzen medaille. In 2010 deden Ludwig en Goller mee aan twaalf World Tour-toernooien. Ze behaalden vier tweede (Brasilia, Rome, Gstaad en Sanya), een derde (Klagenfurt) en vier vijfde plaatsen (Seoel, Moskou, Marseille en Phuket). In Berlijn werden ze voor de tweede keer Europees kampioen door hun landgenoten Katrin Holtwick en Ilka Semmler in de finale te verslaan. Bij de Duitse kampioenschappen wonnen ze het zilver achter Jana Köhler en Julia Sude.

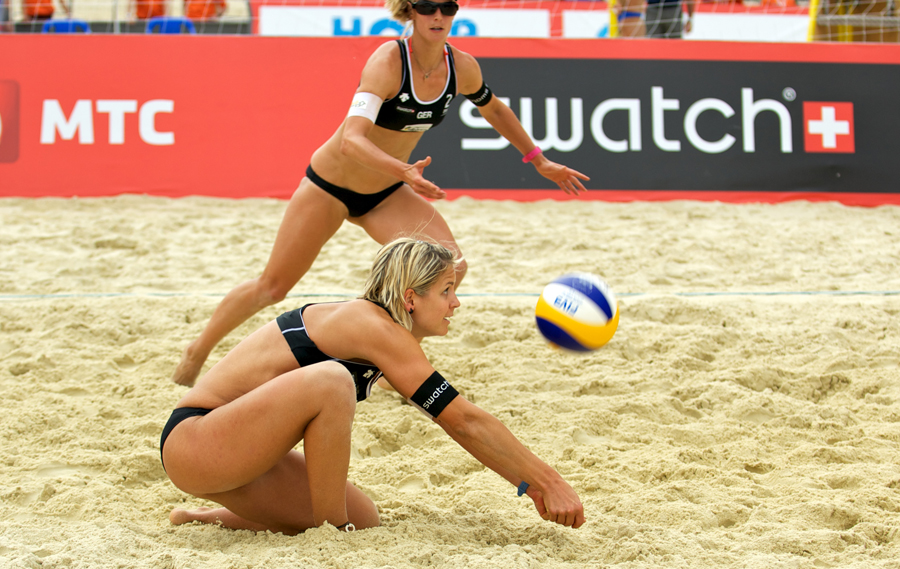
Goller en Ludwig in actie tijdens een wedstrijd in Moskou (2012)

Het daaropvolgende seizoen nam het duo deel aan twaalf toernooien in de mondiale competitie met een tweede plaats bij de Grand Slam van Stavanger achter  April Ross en Jennifer Kessy als beste resultaat. Bij de WK in Rome werden ze in de achtste finale uitgeschakeld door Misty May-Treanor en Kerri Walsh Jennings. Bij de overige toernooien behaalden ze een vierde plaats (Mysłowice), twee vijfde plaatsen (Brasilia en Moskou) en een zevende plaats (Åland). Bij de EK in Kristiansand wonnen Ludwig en Goller de wedstrijd om het brons van Hana Klapalová en Lenka Háječková uit Tsjechië. In Timmendorfer Strand wonnen ze voor de vierde keer de Duitse kampioenschappen. Ludwig werd uitgeroepen tot "Best Offensive Player" van 2011. Het jaar daarop eindigden Ludwig en Goller bij elk van de acht toernooien in de World Tour waar ze aan deelnamen in de top tien. In Rome wonnen ze het zilver achter Simone Kuhn en Nadine Zumkehr en in Brasilia en Peking kwamen ze tot een vijfde plaats. Bij de EK in Scheveningen strandden ze in de achtste finale tegen hun landgenoten Karla Borger en Britta Büthe. In Londen namen ze voor de tweede keer deel aan de Olympische Spelen, waar ze in de kwartfinale van Juliana en Larissa verloren en zo als vijfde eindigden. Bij de NK werden ze in de derde ronde van de herkansingen uitgeschakeld.

### 2013 tot en met 2015
Nadat Goller na afloop van het seizoen haar sportieve carrière beëindigd, vormde Ludwig van 2013 tot en met 2017 een team met Kira Walkenhorst. Het eerste jaar speelde het duo op elf internationale toernooien. Ze eindigden drie keer op het podium: tweede in Moskou en São Paulo en derde in Xiamen. Bij de WK in Stare Jabłonki bereikten ze de kwartfinales, waar ze door de latere kampioenen Xue Chen en Zhang Xi werden uitgeschakeld. Bij de overige toernooien kwamen ze tot een vierde (Gstaad) en twee vijfde plaatsen (Shanghai en Berlijn). Zowel in de wedstrijd om het brons bij de EK in Klagenfurt als in de finale van de Duitse kampioenschappen waren ze te sterk voor Holtwick en Semmler. In 2014 wonnen Ludwig en Walkenhorst in mei bij de Grand Slam van Shanghai voor het eerst de finale van een mondiaal toernooi. Diezelfde maand behaalden ze in Praag een derde plaats. In juni won het duo een bronzen medaille bij de EK in Cagliari door landgenoten Victoria Bieneck en Julia Großner in de troostfinale te verslaan. Nadat Walkenhorst haar seizoen voortijdig moest beëindigen vanwege de ziekte van Pfeiffer, speelde Ludwig de rest van het jaar met Julia Sude. Bij zes toernooien in de World Tour kwamen ze tot een tweede plaats in Stare Jabłonki en vijfde plaatsen in Klagenfurt en São Paulo. Bij de nationale kampioenschappen verloren ze de finale van Borger en Büthe. 
Het jaar daarop speelde Ludwig wederom met Walkenhorst. Het duo deed mee aan tien internationale toernooien. Bij de WK in Nederland strandden ze in de zestiende finales tegen het Russische duo Jevgenija Oekolova en Jekaterina Birlova. Bij de Grand Slam van Yokohama wonnen ze het goud ten koste van de wereldkampioenen Bárbara Seixas en Ágatha Bednarczuk en in Long Beach behaalden ze de bronzen medaille. In Stavanger eindigden ze als vierde en in Saint Petersburg en Gstaad als vijfde. In Klagenfurt werd Ludwig met Walkenhorst voor de derde keer Europees kampioen door Oekolova en Birlova in de finale te verslaan. In Timmendorfer Strand wonnen ze voor de tweede keer de Duitse titel, nadat de finale van Teresa Mersmann en Isabel Schneider gewonnen werd. Ze sloten het seizoen af met een tweede plaats bij de World Tour Finals in Fort Lauderdale achter Larissa en Talita Antunes. Ludwig werd door de FIVB verkozen tot "Sportsperson of the Year".

### 2016 tot en met 2017

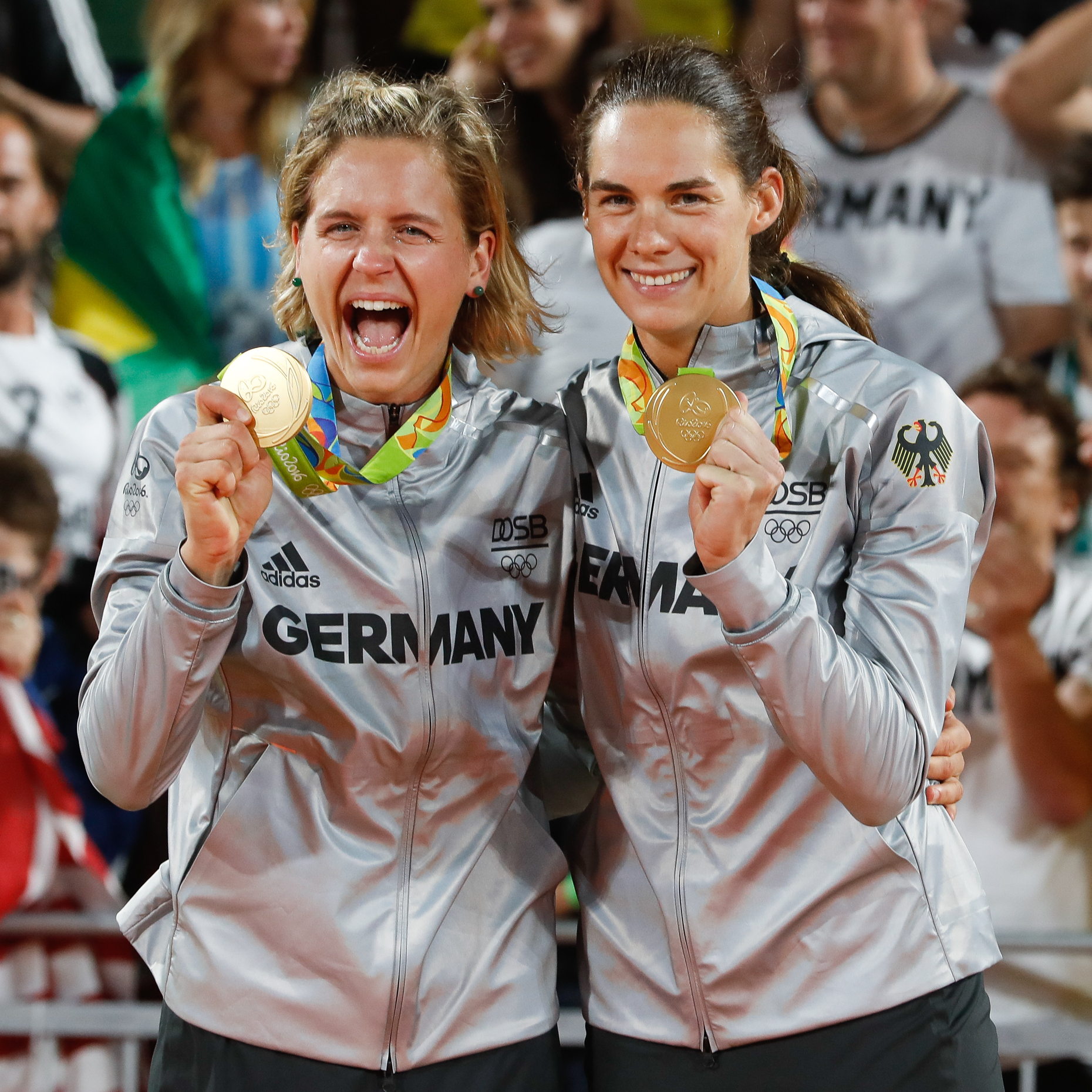
Ludwig (links) en Walkenhorst met hun gouden medaille in Rio de Janeiro (2016)

Ludwig en Walkenhorst begonnen het seizoen 2015/16 met een overwinning in Puerto Vallarta in oktober 2015. Bij de tien andere reguliere wedstrijden in de World Tour waar ze aan deelnamen, boekten ze nog vier toernooizeges (Antalya, Hamburg, Olsztyn en Klagenfurt). Ze behaalden verder een derde plaats in Gstaad, een vierde plaats in Poreč en vijfde plaatsen in Maceió en Rio. In Biel/Bienne prolongeerden ze hun Europese titel – de vierde voor Ludwig – tegen het Tsjechische tweetal Markéta Sluková en Barbora Hermannová. Het duo had zich als tweede geplaatst voor de Olympische Spelen in Rio de Janeiro. Ze gingen als groepswinnaar door naar de achtste finales, waarna ze zonder setverlies de finale bereikten. Ludwig en Walkenhorst wonnen de finale in twee sets van Bárbara en Ágatha en werden daarmee olympisch kampioen. Het was tevens de eerste olympische medaille voor een Europees vrouwenteam in het beachvolleybal. In eigen land prolongeerden ze hun nationale titel tegen Chantal Laboureur en Julia Sude, waarmee Ludwig voor de zevende en laatste keer Duits kampioen werd. Ludwig en Walkenhorst wonnen de seizoensfinale in Toronto tegen de Zwitsers Nadine Zumkehr en Joana Heidrich en sloten het jaar af met de eindoverwinning in de World Tour. Het duo werd door de FIVB uitgeroepen tot "Team of the Year" en won ook in Duitsland de prijs voor sportploeg van het jaar. Ludwig zelf werd door de wereldvolleybalbond verkozen tot "Most Outstanding Player" en "Sportsperson of the Year".
Als gevolg van een schouderoperatie kwam Ludwig de eerste maanden van 2017 niet in actie. In mei keerde ze terug aan de zijde van Walkenhorst met winst bij de Super Smart Cup in Münster. In de World Tour kwamen ze bij vier toernooien in aanloop naar de WK niet verder dan een vijfde plaats in Rio. Het duo had zich als vierde geplaatst voor de WK in Wenen. Ze gingen als groepswinnaars door naar de zestiende finales en bereikten zonder setverlies de finale. Daarin wonnen Ludwig en Walkenhorst in drie sets van het Amerikaanse tweetal April Ross en Lauren Fendrick, waarmee ze als eerste Duitse vrouwen wereldkampioen werden. Bij de EK in Jūrmala verloren ze in de kwartfinale van de latere kampioenen Nadja Glenzke en Julia Großner. In Hamburg wonnen ze de World Tour Finals ten koste van Ágatha en Duda Lisboa. Ludwig en Walkenhorst werden opnieuw verkozen tot Duitse sportploeg van het jaar. Ludwig zelf ontving van de FIVB vier onderscheidingen: "Best Defensive Player", "Most Inspirational Player", "Most Outstanding Player" en "Sportsperson of the Year".

### 2019 tot en met 2024
In 2018 nam Ludwig een pauze van het beachvolleybal om moeder te worden. Van 2019 tot en met 2021 vormde ze een team met Margareta Kozuch, nadat Walkenhorst haar sportieve carrière beëindigd had als gevolg van een aanhoudende blessure. Het eerste jaar namen Ludwig en Kozuch in aanloop naar de WK in eigen land deel aan vijf toernooien in de World Tour met drie negende plaatsen als beste resultaat. Bij de WK in Hamburg bereikte het duo de zestiende finale, waar het werd uitgeschakeld door het Amerikaanse tweetal Sara Hughes en Summer Ross. Na afloop namen ze deel aan vier reguliere toernooien met een vijfde plaats in Wenen als beste resultaat. Bij de EK in Moskou werden Ludwig en Kozuch in de achtste finale uitgeschakeld door het Nederlandse duo Marleen van Iersel en Joy Stubbe. Ze eindigden als tweede bij de nationale kampioenschappen achter Borger en Sude en wonnen het goud bij de World Tour Finals in Rome ten koste van Ágatha en Duda. In 2020 eindigden Ludwig en Kozuch als vijfde bij de EK in Jūrmala nadat ze in de kwartfinale werden uitgeschakeld door Joana Heidrich en Anouk Vergé-Dépré. Bij de nationale kampioenschappen werden ze opnieuw tweede, ditmaal achter Sandra Ittlinger en Chantal Laboureur. Het seizoen daarop speelden ze in aanloop naar de Spelen zes wedstrijden in de World Tour met vier negende plaatsen als beste resultaat. In Tokio bereikten ze bij het olympisch beachvolleybaltoernooi de kwartfinale die ze verloren van de latere kampioenen April Ross en Alix Klineman. Met Leonie Körtzinger eindigde ze als vijfde bij de Duitse kampioenschappen.
Na afloop van het seizoen nam Ludwig opnieuw een pauze van het beachvolleybal om voor de tweede keer moeder te worden. Eind 2022 keerde ze terug aan de zijde van Louisa Lippmann met als doel om de Olympische Spelen van 2024 te halen. In 2023 namen ze deel aan zeven toernooien in de Beach Pro Tour – de opvolger van de World Tour. Ze behaalden daarbij drie vijfde plaatsen (Edmonton, Hamburg en Parijs). Bij de EK in Wenen wonnen Ludwig en Lippmann de bronzen medaille ten koste Heidrich en Vergé-Dépré. Bij de WK in Tlaxcala verloren ze in de zestiende finale van Ágatha en Rebecca Silva. Het jaar daarop deed het duo in aanloop naar de Spelen mee aan tien internationale toernooien. Bij het Challenge-toernooi van Saquarema wonnen ze zilver achter Xue Chen en Xia Xinyi en in Doha en Xiamen eindigden ze als vijfde. Ludwig en Lippmann plaatsten zich als tweede Duitse team voor de Olympische Spelen in Parijs. Bij haar vijfde deelname aan de Spelen was de groepsfase na drie nederlagen het eindstation. Bij de EK in Nederland verloren ze in de achtste finale van het Letse tweetal Tina Graudina en Anastasija Samoilova. In Hamburg behaalde Ludwig bij haar laatste internationale wedstrijd een vijfde plaats en een week later won ze met Lippmann zilver bij de Duitse kampioenschappen achter Svenja Müller en Cinja Tillmann. Na afloop van het seizoen beëindigde Ludwig haar internationale beachvolleybalcarrière.

## Palmares
Nationale kampioenschappen
- 2005:
- 2006:
- 2007:
- 2008:
- 2009:
- 2010:
- 2011:
- 2013:
- 2014:
- 2015:
- 2016:
- 2019:
- 2020:
- 2024:

Internationale kampioenschappen
- 2003:  WK U18
- 2003:  EK U18
- 2004:  EK U23
- 2005:  EK U23
- 2006:  EK U23
- 2007:  EK
- 2008:  EK
- 2008: 9e OS
- 2009:  EK
- 2010:  EK
- 2011:  EK
- 2012: 5e OS
- 2013:  EK
- 2014:  EK
- 2015:  EK
- 2016:  EK
- 2016:  OS
- 2017:  WK
- 2021: 5e OS
- 2023:  EK

FIVB World Tour / Beach Pro Tour
- 2007:  Espinho Open
- 2007:  Grand Slam Klagenfurt
- 2009:  Brasilia Open
- 2009:  Grand Slam Moskou
- 2009:  Grand Slam Marseille
- 2010:  Brasilia Open
- 2010:  Grand Slam Rome
- 2010:  Grand Slam Gstaad
- 2010:  Grand Slam Klagenfurt
- 2010:  Sanya Open
- 2011:  Grand Slam Stavanger
- 2012:  Grand Slam Rome
- 2013:  Grand Slam Moskou
- 2013:  Grand Slam São Paulo
- 2013:  Grand Slam Xiamen

- 2014:  Grand Slam Shanghai
- 2014:  Grand Slam Stare Jabłonki
- 2015:  Grand Slam Yokohama
- 2015:  Grand Slam Long Beach
- 2015:  World Tour Finals Fort Lauderdale
- 2015:  Puerto Vallarta Open
- 2016:  Antalya Open
- 2016:  Hamburg Major
- 2016:  Grand Slam Olsztyn
- 2016:  Gstaad Major
- 2016:  Klagenfurt Major
- 2016:  World Tour Finals Toronto
- 2016:  FIVB World Tour
- 2017:  World Tour Finals Hamburg
- 2019:  World Tour Finals Rome
- 2024:  Saquarema Challenge